# 因德河
50°53′58″N 6°21′46″E / 50.89944°N 6.36278°E

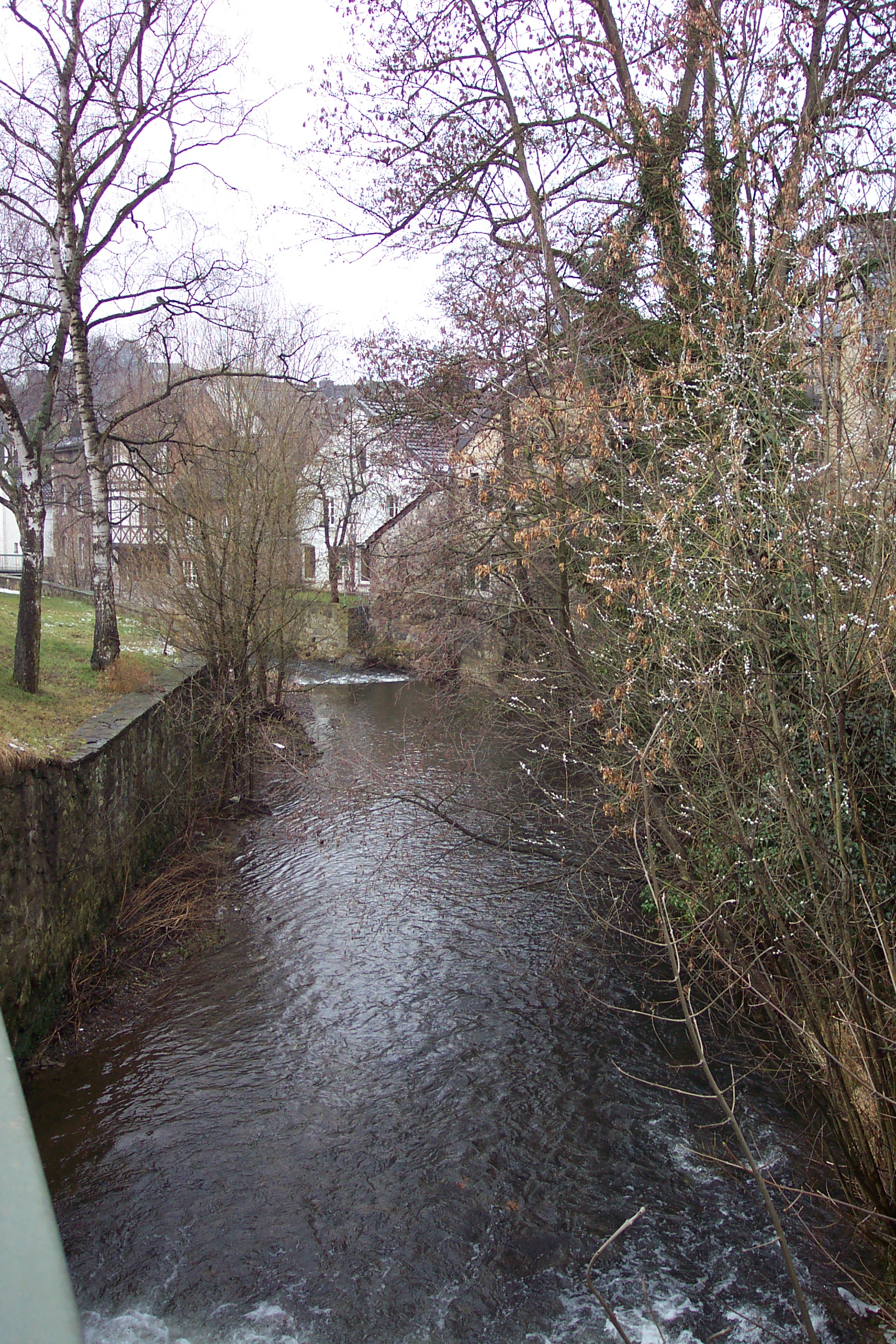
因德河

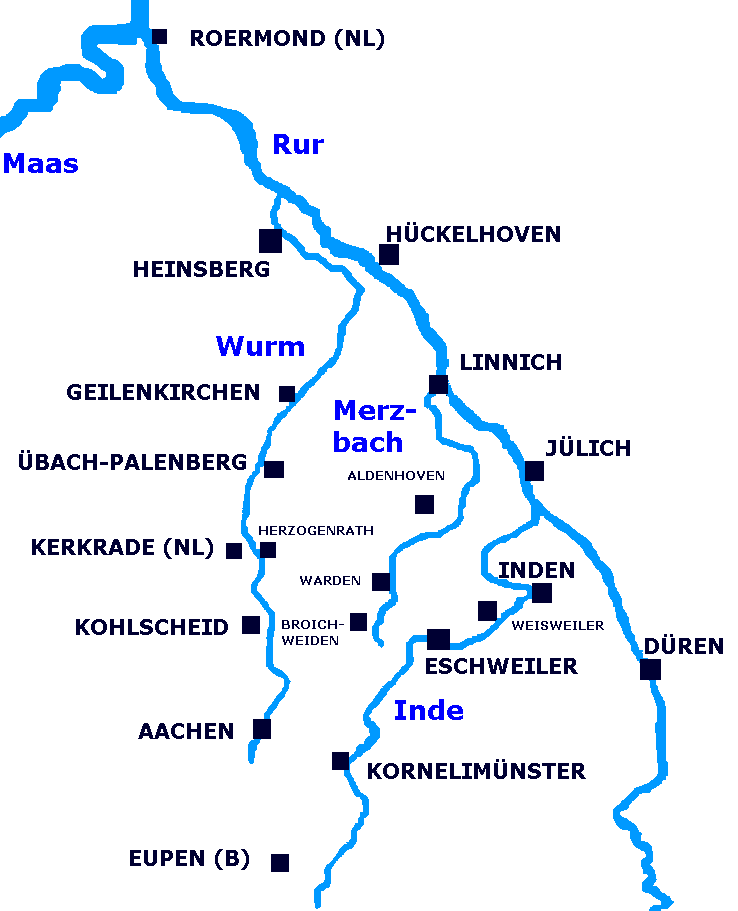
因德河位置

因德河（德語及法語：Inde）是歐洲的河流，發源自拉朗，流經比利時和德國，屬於魯爾河的左支流，河道全長54公里，流域面積374平方公里，河畔城鎮有阿亨和埃施韋勒。